# リー・ペリー
リー・ペリー、リー・スクラッチ・ペリー（Lee "Scratch" Perry、1936年3月20日 - 2021年8月29日 ）は、レゲエの音楽家、ダブのエンジニア、音楽プロデューサー。ジャマイカ、ハノーバー教区のケンダル生まれ。「リー」は幼少時よりの愛称から、「スクラッチ」はスタジオ・ワンのオーディションで歌った自曲『チキン・スクラッチ』から。

## 経歴
ペリーは1936年にハノーヴァー教区のケンダルで生まれた。ペリーの育った家庭は貧しい小作農で、彼が10歳の時に父親は家庭を捨て、その後母親が再婚して、隣村のグランジに移住した。
1950年代後半から、コクソン・ドッドのサウンド・システムで働き始める。スタジオ・ワン・レーベルで30曲ほどのレコーディングをしたが、個性の衝突と金銭上のトラブルの理由から一緒に働くのを辞めてしまう。
その後、ジョー・ギブスの元で、レコーディングのキャリアを積んでいったが、ここでも金銭上のトラブルが起こる。ジョー・ギブスとも袂を分ち、1968年、彼自身のレーベル「アップセッター」を創る。彼の最初のシングル『ピープル・ファニー・ボーイ』（ジョー・ギブスに向けた侮辱だった）は大変よく売れた。赤ん坊の泣き声を使用したこの曲は、（当時まだレゲエとは呼ばれていなかったが）遠くない将来にレゲエと呼ばれるに確実なほど革新的で、注目に値する。1968年から1972年まで、彼のスタジオバンドであるアップセッターズと共に活動する。1970年代の間、リー・ペリーは彼の持つさまざまなレーベルから新作をリリースし続けた。そして、彼の曲の多くがジャマイカとイギリスの両国でポピュラーとなり、変わり者の性格と共に、革新的な録音技術に関して名前が知られるようになった。
1970年代初めには、ペリーはミキシングボードでの実験の数々がダブの創造をもたらしたプロデューサーの一人だった。1973年、ペリーは自宅の裏庭にブラック・アーク・スタジオを建設し、ボブ・マーリー&ザ・ウェイラーズ、ジュニア・バイルズ、ヘプトーンズ、マックス・ロメオといった有名なミュージシャンのプロデュースを自由に進めることができた。ブラック・アーク・スタジオでレコーディングされたすべては、かなりシンプルな録音機材が使用されていたにもかかわらず、ペリーは巧妙にユニークな音楽を完成させた。ペリーは何年間もミキシング・デスクで作業し、レゲエの歴史の頂点として際立っている歌とアルバムを製作した。1978年には誤配線のためにスタジオは全焼し、その後ペリーはイギリスとアメリカ合衆国で、さまざまなアーティストとライブ活動をしたり、コラボレート作品を不定期にリリースした。1980年代後半には、イギリス人プロデューサーのエイドリアン・シャーウッドや、マッド・プロフェッサーとも仕事をした。
リー・ペリーは妻のミレーユと二人の子供と共にスイスに住む。2006年には70歳となったが、ヨーロッパと北アメリカ、日本の熱狂的なファンのために、レコーディングやツアー活動をしている。
2021年8月29日、ジャマイカの病院で死去。85歳没。

## ディスコグラフィ

### アルバム
- The Upsetter (1969年)
- Return of Django (1969年)
- Clint Eastwood (1970年)
- Many Moods of the Upsetters (1970年)
- Scratch the Upsetter Again (1970年)
- The Good, the Bad and the Upsetters (1970年)
- Eastwood Rides Again (1970年)
- Africa's Blood (1972年)
- Cloak and Dagger (1973年)
- Rhythm Shower (1973年)
- Upsetters 14 Dub Blackboard Jungle aka Blackboard Jungle Dub (1973年)
- Double Seven (1974年)
- DIP Presents the Upsetter (1975年)
- Musical Bones (1975年)
- Return of Wax (1975年)
- Kung Fu Meets the Dragon aka Heart of the Dragon (1975年)
- Revolution Dub (1975年)
- Super Ape aka Scratch the Super Ape (1976年)
- Roast Fish Collie Weed & Corn Bread (1978年)
- Return of the Super Ape (1978年)
- The Return of Pipecock Jackxon (1980年)
- Mystic Miracle Star (with the Majestics) (1982年)
- History, Mystery & Prophecy (1984年)
- Battle Of Armagideon (Millionaire Liquidator) (1986年)
- Time Boom X De Devil Dead (with ダブ・シンジケート) (1987年)
- On the Wire (1988年)
- Satan Kicked the Bucket (with Bullwackie) (1988年)
- Chicken Scratch (1989年)
- Mystic Warrior (1989年)
- Mystic Warrior Dub (with マッド・プロフェッサー) (1989年)
- From The Secret Laboratory (with ダブ・シンジケート) (1990年)
- Message From Yard (with Bullwackie) (1990年)
- Satan's Dub (with Bullwackie) (1990年)
- Lord God Muzik (1991年)
- Sounds From The Hotline (1991年)
- The Upsetter and The Beat (1992年)
- Excaliburman (1992年)
- Spiritual Healing (1994年)
- Black Ark Experryments (with マッド・プロフェッサー) (1995年)
- Experryments at the Grass Roots of Dub (with マッド・プロフェッサー) (1995年)
- Super Ape Inna Jungle (with マッド・プロフェッサー) (1995年)
- Who Put The Voodoo Pon Reggae (with マッド・プロフェッサー) (1996年)
- Dub Take The Voodoo Out Of Reggae (マッド・プロフェッサー with リー・ペリー) (1996年)
- Dub Fire (with マッド・プロフェッサー) (1998年)
- The Original Super Ape (1998年)
- Son of Thunder (2000年)
- Songs to Bring Back the Ark (2000年)
- Jamaican E.T. (2002年)
- Earthman Skanking (2003年)
- Encore (2003年)
- Alien Starman (2003年)
- Panic in Babylon (2004年)
- Alive, more than ever (2006年)
- End of an American Dream (2007年)
- Repentance (2008年)
- Scratch Came Scratch Saw Scratch Conquered (2008年)
- The Mighty Upsetter (2008年)
- The Orb featuring Lee Scratch Perry present  "The Orbserver In The Star House” (2012年)

### コンピレーション
- Chicken Scratch (produced by コクソン・ドッド) (1963-1966)
- Reggae Greats: Lee "Scratch" Perry (1984年)
- Open The Gate (1989年)
- Upsetter Collection (1994年)
- Upsetters A Go Go (1995年)
- Introducing Lee Perry (1996年)
- Words Of My Mouth Vol.1 (The Producer Series) (1996年)
- Voodooism (Pressure Sounds) (1996年)
- Arkology (1997年)
- The Upsetter Shop Vol.1: Upsetter In Dub (1997年)
- Dry Acid (1998年)
- Lee Perry Arkive (1998年)
- Produced and Directed By The Upsetter (Pressure Sounds) (1998年)
- Lost Treasures of The Ark (1999年)
- Upsetter Shop Vol.2 1969-1973 (1999年)
- Words Of My Mouth Vol.2 (The Producer Series) (1999年)
- Words Of My Mouth Vol.3 (Live As One/The Producer Series) (2000年)
- Scratch Walking (2001年)
- Black Ark In Dub (2002年)
- Divine Madness ... Definitely (Pressure Sounds) (2002年)
- Dub Triptych (2000年)
- Trojan Upsetter Box Set (2002年)
- This is Ska and Reggae Roots (2005年)
- The Upsetter Selection - A Lee Perry Jukebox (2007年)